# ريان كيلي (لاعب كرة قدم أمريكية)
ريان كيلي (بالإنجليزية: Ryan Kelly)‏ هو لاعب كرة قدم أمريكية أمريكي، ولد في 30 مايو 1993 في West Chester Township, Butler County, Ohio ‏ في الولايات المتحدة.

## وصلات خارجية
- ريان كيلي على موقع مرجع كرة القدم المحترفة.كوم (الإنجليزية)